# Schiffahrtsgebäude (Dresden)

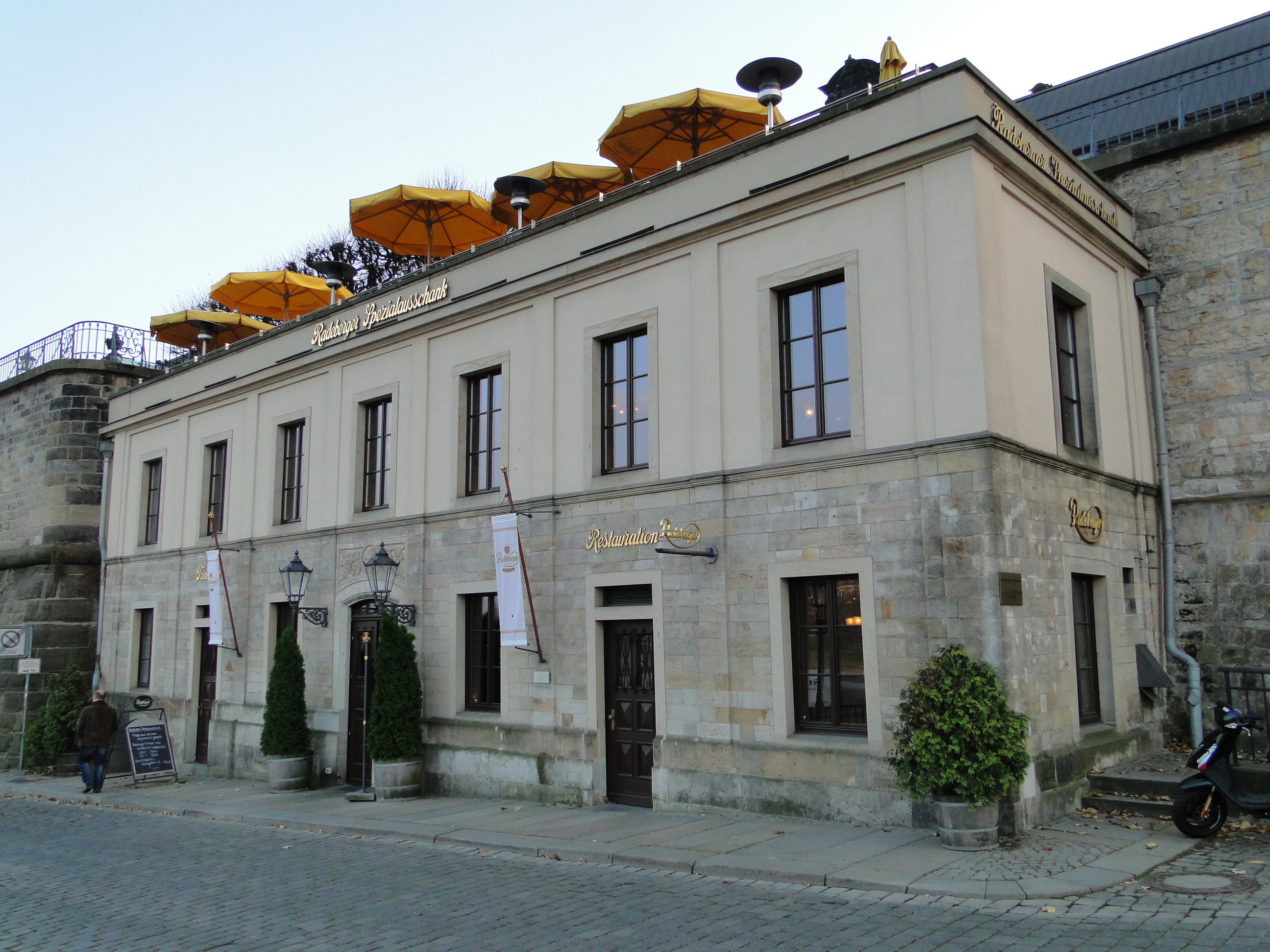
Schiffahrtsgebäude, 2011.

Das Schiffahrtsgebäude, auch als Brückenmeistereihaus bezeichnet, ist ein denkmalgeschütztes Gebäude am Terrassenufer in Dresden und dient heute als Restaurant.

## Beschreibung

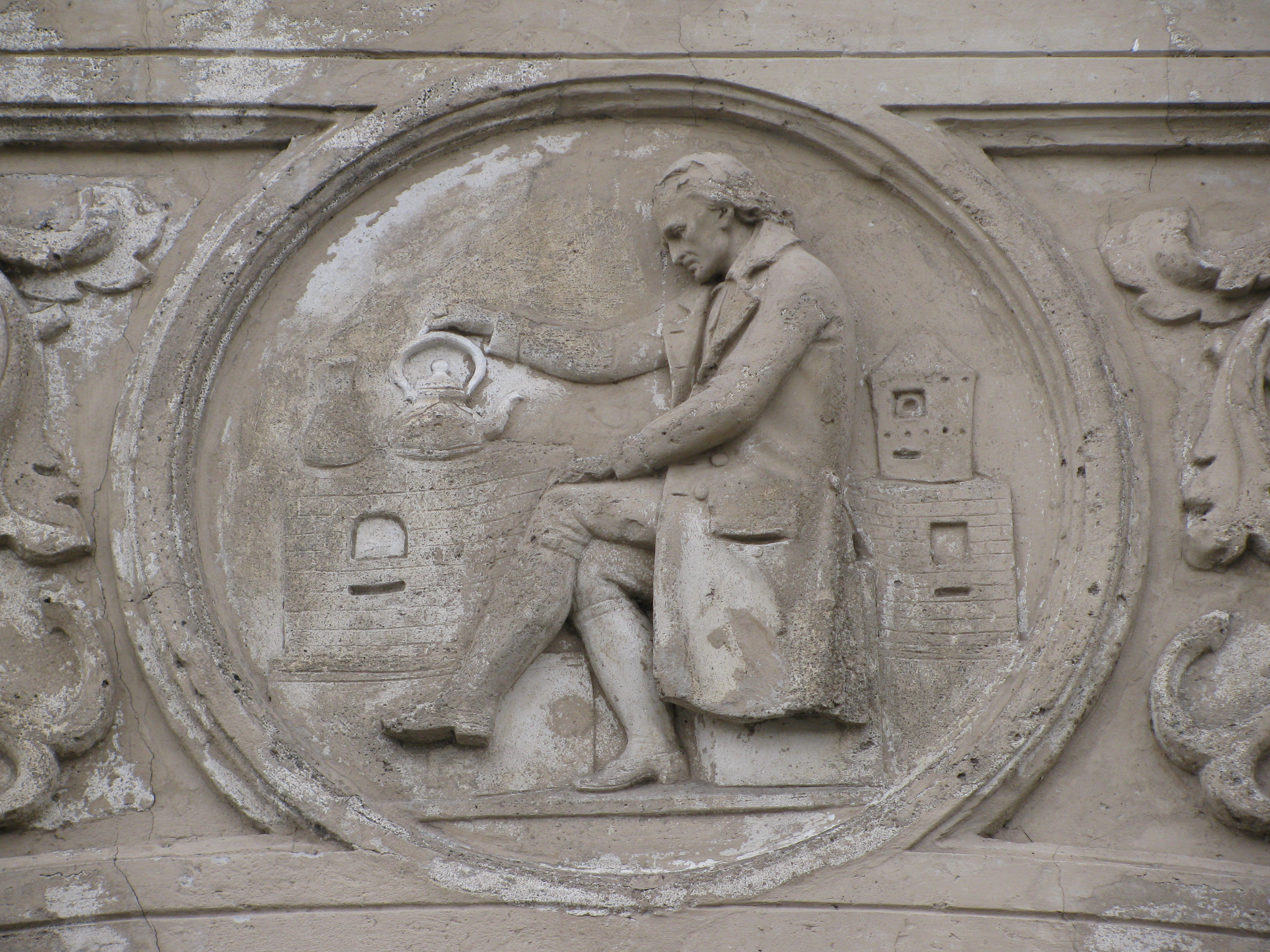
Dieses Medaillon über dem Haupteingang zeigt Denis Papin.

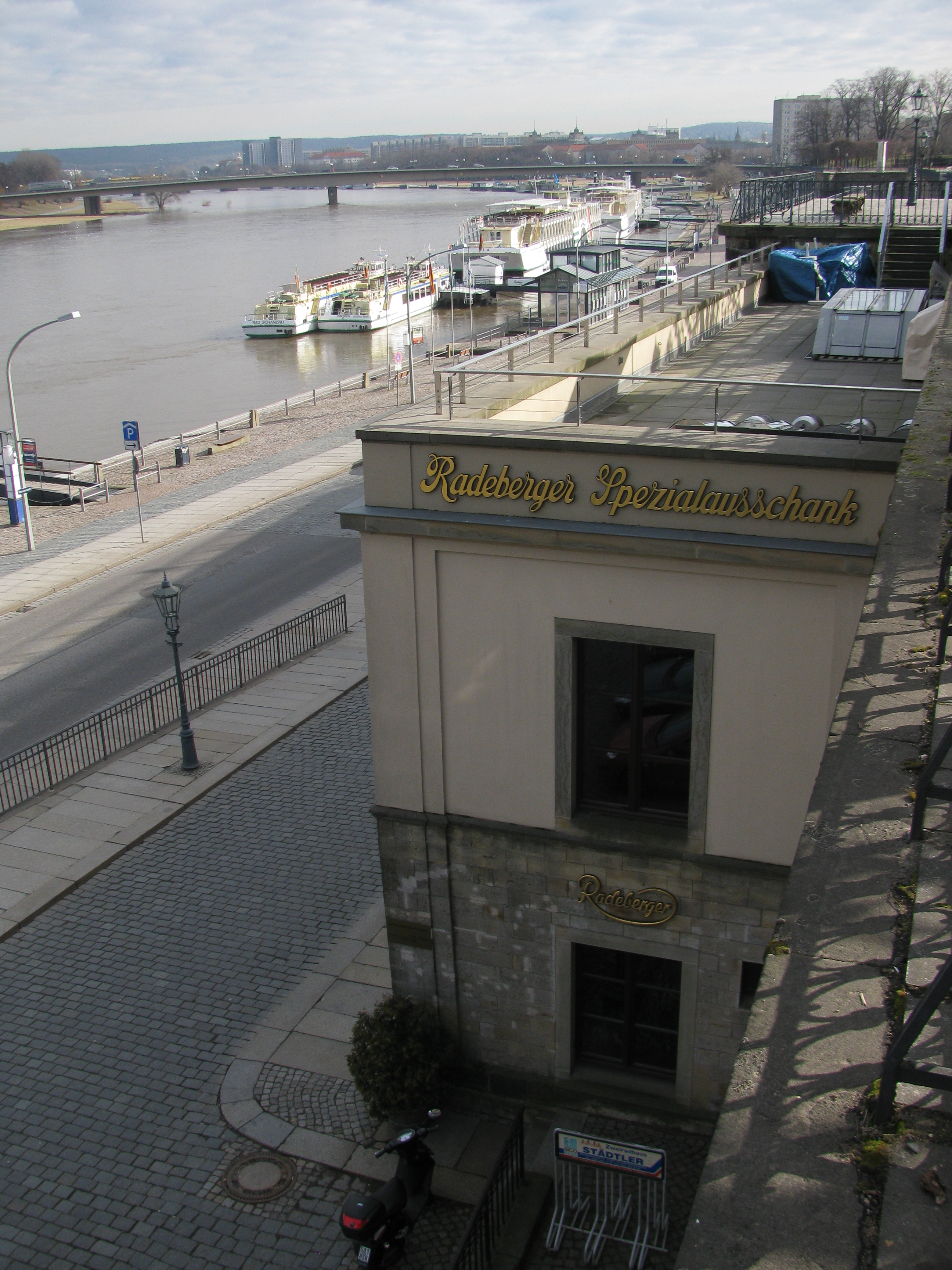
Blick über die Dachterrasse des Schiffahrtsgebäudes elbaufwärts zur Carolabrücke.

Das Haus mit der Adresse Terrassenufer 1 steht an der offiziell namenlosen, einst als „Appareille“ bekannten Rampe, die als Teil einer Fußgängerzone vom Terrassenufer zum Schloßplatz führt. Es befindet sich wenige Meter westlich der Einmündung der Brühlschen Gasse ins Terrassenufer, im Norden der Inneren Altstadt Dresdens. Die Frontseite im Norden des Schiffahrtsgebäudes ist der nahen Elbe zugewandt, die Rückseite und die östliche Wand sind dagegen direkt an die aus Elbsandstein bestehende Mauer der Brühlschen Terrasse angebaut, grenzen also unmittelbar an einen Teil der alten Dresdner Befestigungsanlagen. Weitere Bauwerke in der unmittelbaren Nachbarschaft sind die Augustusbrücke, die Anlegestellen der Sächsischen Dampfschiffahrt sowie die Sekundogenitur und das Ständehaus. Bis 1861 stand auf der Kleinen Bastion, dem Terrassenvorsprung unmittelbar östlich des Schiffahrtsgebäudes, der Brühlsche Gartenpavillon.
Im Grundriss ist das Schiffahrtsgebäude nur rund vier mal 17 Meter groß. Seine beiden Geschosse und die Dachterrasse, von der sich ein Ausblick auf das Neustädter Elbufer bietet, dienen Gaststättenzwecken. Zugänglich ist das Haus über den Eingang im Erdgeschoss sowie über eine neunstufige Treppe, die von der Brühlschen Terrasse etwa 1,5 Meter hinab auf die Dachterrasse führt, welche wiederum durch einen gläsernen Dachausstieg mit dem Gebäudeinneren verbunden ist. Die Westseite besteht aus einer Fensterachse, die Frontseite ist siebenachsig, wobei die zweite, vierte und sechste Achse des Erdgeschosses Türen statt der hohen rechteckigen Fenster aufweisen. Das Erdgeschoss zeigt sich mit Sandstein-Mauerwerk, das Obergeschoss ist dagegen in einem hellen naturfarbenen Ton verputzt. Über beide Etagen ziehen sich jeweils in der Mitte zwischen den Fensterachsen Lisenen bis zur Dachtraufe, oberhalb von welcher sich die Begrenzungsmauer der Dachterrasse anschließt. Über dem Hauptportal in der Mittelachse, das als einzige Gebäudeöffnung nach oben nicht waagerecht, sondern mit einem Segmentbogen abschließt, ist ein Medaillon angebracht. Das Relief zeigt den französischen Forscher Denis Papin (1647–1712) im Gehrock mit einem Schnellkochtopf an einem gemauerten Ofen sitzend.

## Geschichte
Anfang des 19. Jahrhunderts war das heutige Terrassenufer noch keine Straße, sondern diente nur als zunächst unbefestigter Anlege- und Lagerplatz, zu dessen Zugang vom Schloßplatz in den 1820er Jahren die sogenannte „Appareille“ (französisch: „Rampe“) aufgeschüttet worden war. Damals entstand die ursprüngliche Fassung des Hauses, das zunächst nur eingeschossig war. Das Gebäude diente dem Brückenmeister oder Brückenwärter der Augustusbrücke zu Arbeitszwecken. Das Dresdner Brückenamt war vor Einführung der Stadtordnung 1832 eines der wichtigsten Verwaltungsämter. Der Brückenmeister verwaltete das gemeinsame Vermögen der Elbbrücke, deren Haupteinnahmequelle der Brückenzoll war, und der Kreuzkirche. Er wurde vom Stadtrat ernannt und war meist selbst Ratsherr. In unmittelbarer Nähe des Gebäudes befand sich auch der Brückenbauhof.

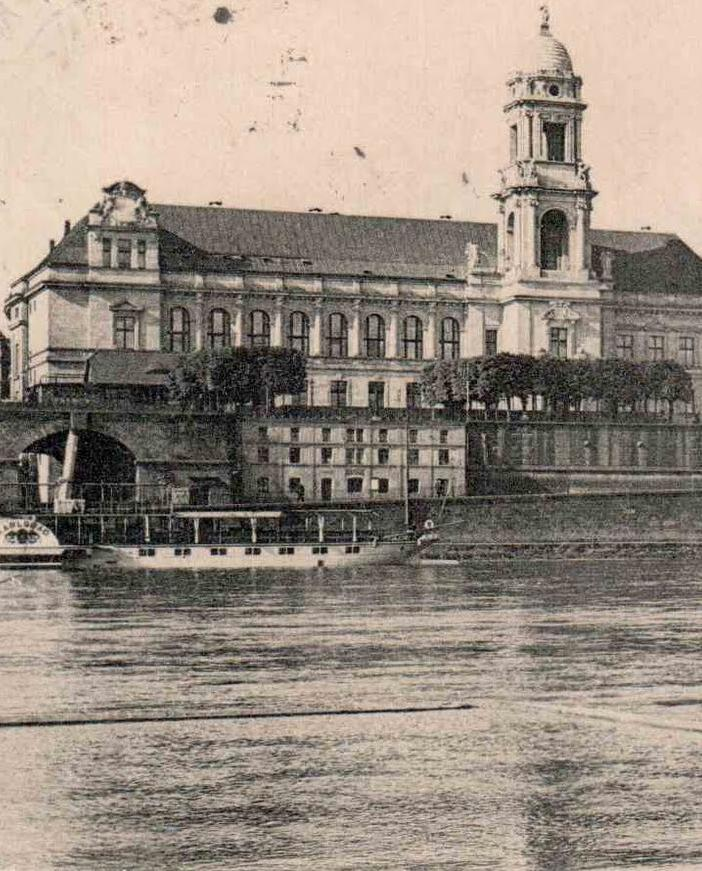
Das Schiffahrtsgebäude (Bildmitte, noch mit Doppelfenster in der Mittelachse) vorm Sächsischen Ständehaus, 1903.
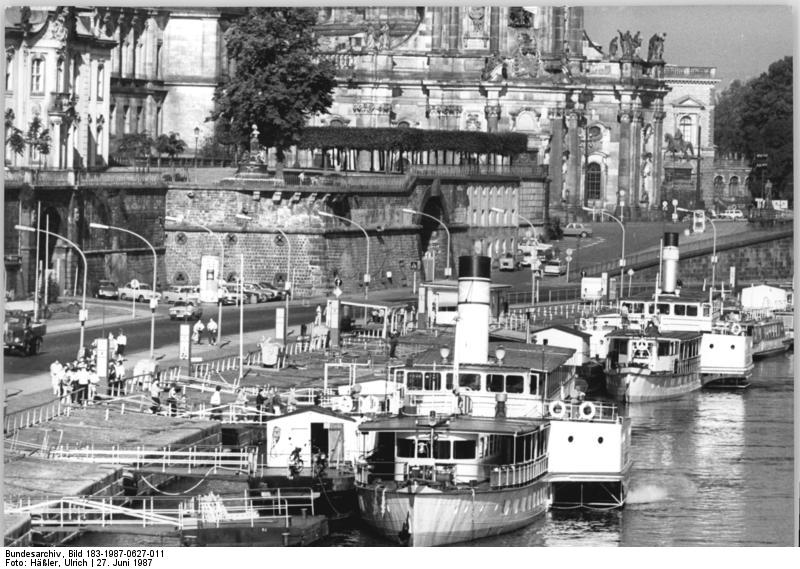
Das Schiffahrtsgebäude (noch dreigeschossig, aber nach Umbau mit Hauptzugang in der nicht mehr doppelten Mittelachse), hinter der Schornsteinspitze des vorderen Schiffs, 1987.
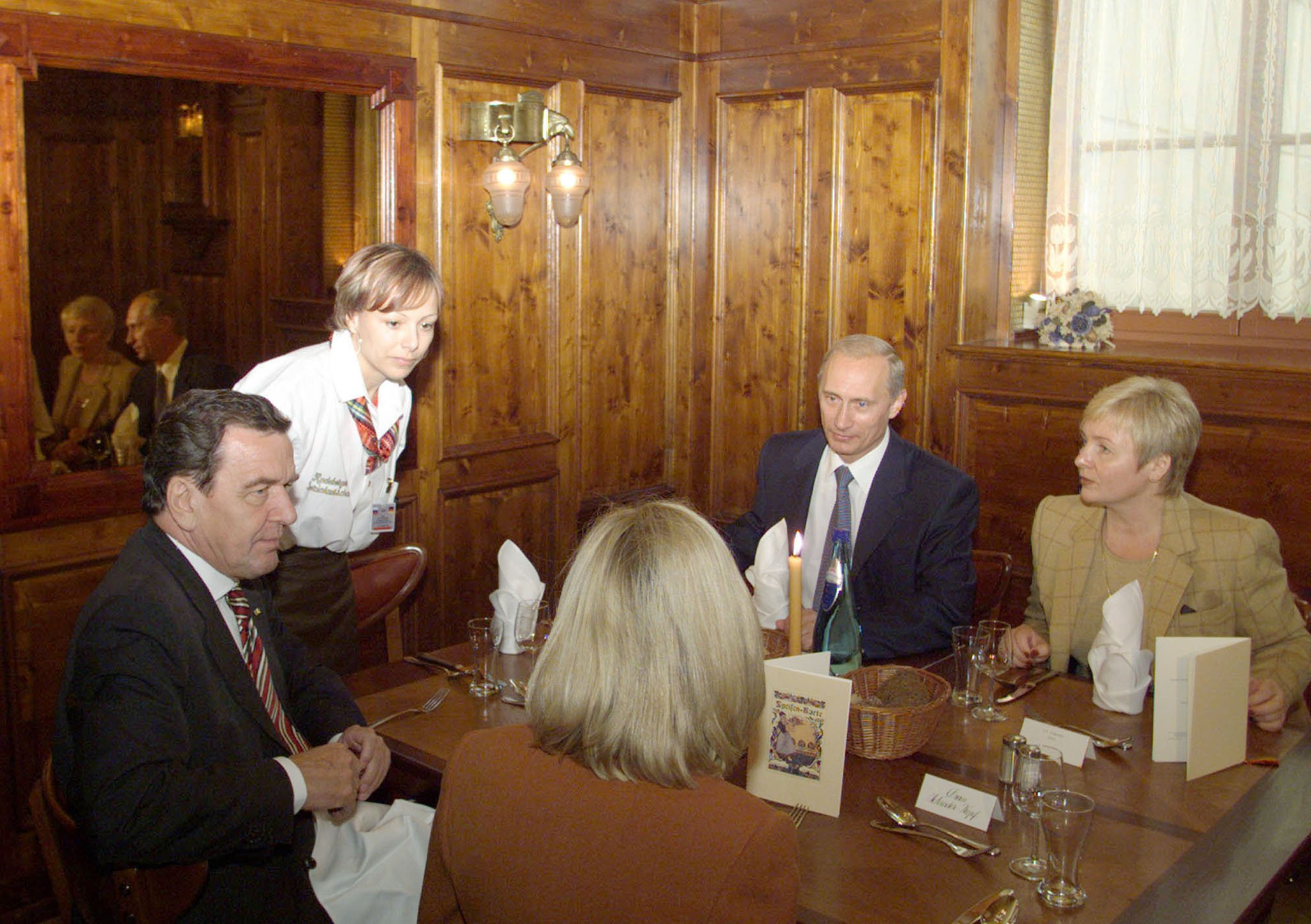
Russlands Präsident Putin und Bundeskanzler Gerhard Schröder essen im Restaurant „Radeberger Spezialausschank“ im Schiffahrtsgebäude (27. September 2001)
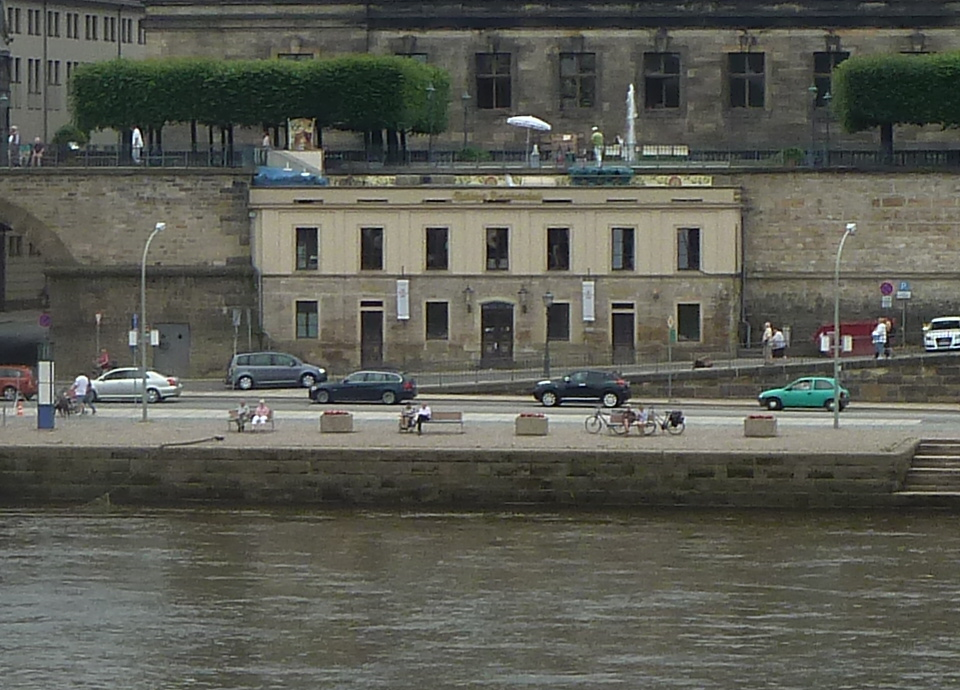
Im August 2002 stand die Elbe an der Fensteroberkante des Erdgeschosses, im Juni 2013 stand sie knapp unter der Fenstermitte.

Das Elbhochwasser 1845 überstand das Haus relativ unbeschadet. Noch im 19. Jahrhundert wurde das Gebäude um zwei niedrige Geschosse aufgestockt, so dass sein Flachdach bündig mit dem Niveau der Brühlschen Terrasse abschloss. Die mittlere Fensterachse des Hauses bildete in den beiden Obergeschossen eine Doppelachse aus. Der Hauptzugang befand sich damals in der dritten Achse von links; das Papin-Medaillon in der Mittelachse war ursprünglich über einem Fenster angebracht. Das Medaillon steht möglicherweise im Zusammenhang mit der Präsenz des Dampfschiffes „Königin Maria“ auf der Oberelbe ab 1837. Es sollte Denis Papin würdigen, der den Papin’schen Topf erfand und damit Pionierarbeit bei der Entwicklung von Dampfmaschine und Schnellkochtopf geleistet hatte.
Bei den Luftangriffen auf Dresden 1945 in Mitleidenschaft gezogen und danach leicht umgebaut, diente das Schiffahrtsgebäude in der Zeit der DDR als Lager der Mitropa, die für die Versorgung der „Weißen Flotte“, also der Schiffe der heutigen Sächsischen Dampfschiffahrt, zuständig war. Nach 1990 war es im Besitz der Sächsischen Dampfschiffahrt, stand jedoch leer und verfiel. Bis es Anfang 1996 einbruchsicher gemacht wurde, diente das Haus Obdachlosen als Schlafplatz. Im Februar 1998 entdeckte ein Mitarbeiter der Sächsischen Dampfschiffahrt eine Leiche im ersten Obergeschoss, die seit zwei Jahren dort gelegen hatte.
Nach einem 1998 vollzogenen Besitzerwechsel wurde das mittlerweile als Kulturdenkmal geschützte Gebäude im Jahr 2000 umfassend restauriert. Zunächst rissen Arbeiter die beiden oberen, erst später hinzugefügten Etagen ab. Die Erdgeschoss-Fassade blieb erhalten und wurde dann im gleichen Stil um ein Stockwerk ergänzt. Auch das Papin-Medaillon wurde erneuert. Im November 2000 eröffnete in dem Haus der „Radeberger Spezialausschank“ mit Platz für 80 Gäste im Gebäude sowie für bis zu 70 weitere auf der Dachterrasse. Zu diesem Zweck wurden vier große Kupfertanks im Schiffahrtsgebäude installiert. Das Restaurant nutzt auch angrenzende Räumlichkeiten innerhalb der Brühlschen Terrasse. Beim Elbhochwasser 2002 stand die Flut im Erdgeschoss etwa 2,50 Meter hoch. Daran erinnert eine Hochwassermarke an der Westfassade, die den Elbpegel mit 9,40 Meter wiedergibt. Mit einem Scheitelwert von 8,76 Meter hat das Elbhochwasser 2013 ebenfalls das Erdgeschoss geflutet. Mittlerweile lässt sich das Gebäude durch ein flexibles Schutzwandsystem aus Stahlbohlen schützen, die sich im Hochwasserfall schnell installieren lassen.